# Gadd (efternamn)
Gadd är ett svenskt efternamn som kan skrivas på olika sätt. Den 31 december 2012 var det följande antal personer i Sverige med stavningsvarianterna
- Gadd 441
- Gad 49
- Gadh 14

Tillsammans blir detta 504 personer.

## Personer med efternamnet Gadd eller varianter av detta namn
- Arne Gadd (1920–2003), svensk konstnär och författare
- Arne Gadd (politiker) (1932–2012), svensk revisionsdirektör och politiker
- Brita Sidonia Gadd (1741–1810), finländsk författare
- Cille Gad (1675–1711), norsk poet
- Emma Gad (1852–1921), dansk författare
- Eric Gadd (född 1965), svensk sångare och låtskrivare
- Gottlieb Ernst Clausen Gad (1830–1906), dansk bokhandlare
- Hemming Gadh (omkring 1450–1520), svensk biskop
- Hemming Gadd (1837–1915), svensk general
- Hugo Gadd (1885–1968), svensk general
- Jonas Hansson Gadd (1650–1725), svensk rusthållare
- Josh Gad (född 1981), amerikansk skådespelare, komiker och sångare
- Karl Axel Gadd (1910–1997), svensk konstnär
- Magda Gad (född 1975), svensk journalist
- Margaret Gadd-Berg (1917–1986), svensk målare
- Marius Gad (1827–1902), dansk statistiker, nationalekonom och politiker
- Mathias Gadd (1808–1873), svensk jurist
- Måns Gadd (slutet av 1400-talet), svensk kyrkomålare
- Nicolaus Urban Gad (1841–1920), dansk sjöofficer
- Pablo Gad (aktiv omkring 1980), jamaicansk reggaeartist
- Paul Gadd (född 1944), brittisk sångare med artistnamnet Gary Glitter
- Pehr Adrian Gadd (1727–1797), finländsk ekonom och skriftställare
- Peter Urban Gad (1879–1947), dansk regissör och manusförfattare
- Pia Gadd (född 1945), svensk journalist och författare

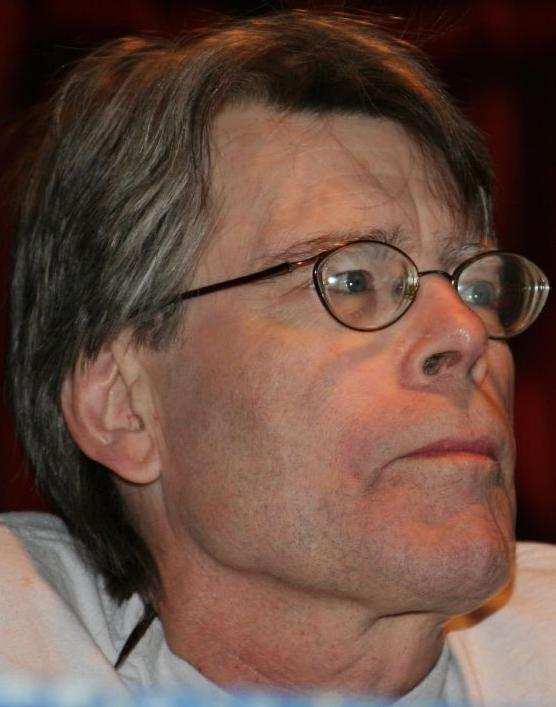

- Sebastian gadd (2004) svensk golfare och fd hockeyproffs
- Steve Gadd  (född 1945), amerikansk trumslagare
- Sture Gadd, flera personer
  - Sture Gadd (militär) (1880–1962), svensk general
  - Sture Gadd (journalist) (1945–2020), finlandssvensk journalist och redaktör
- Ulf Gad (1927–2015), svensk jurist
- Ulf Gadd (1943–2008), svensk balettdansare och koreograf
- Ulla Gadd (1931–2010), svensk längdhoppare